# スマーナ (ジョージア州)
スマーナ（Smyrna）は、アメリカ合衆国ジョージア州のコブ郡にある都市。人口は5万5663人（2020年）。アトランタの北西25キロメートルに位置しておりベッドタウンとして機能している。

## 概要
1872年に法人化した。名称は古代ギリシャの都市に由来している。現在のトルコ・イズミルである。
雑誌マネーは、2018年の「住みやすい街調査」でスマーナを全米44位と評価した。
スマーナ市内の主要雇用主としては、オーストリアの銃器メーカーグロックとベルギーの製薬会社USBの事業所が挙げられる。かつてはロッキードの工場もあった。

## 関係者

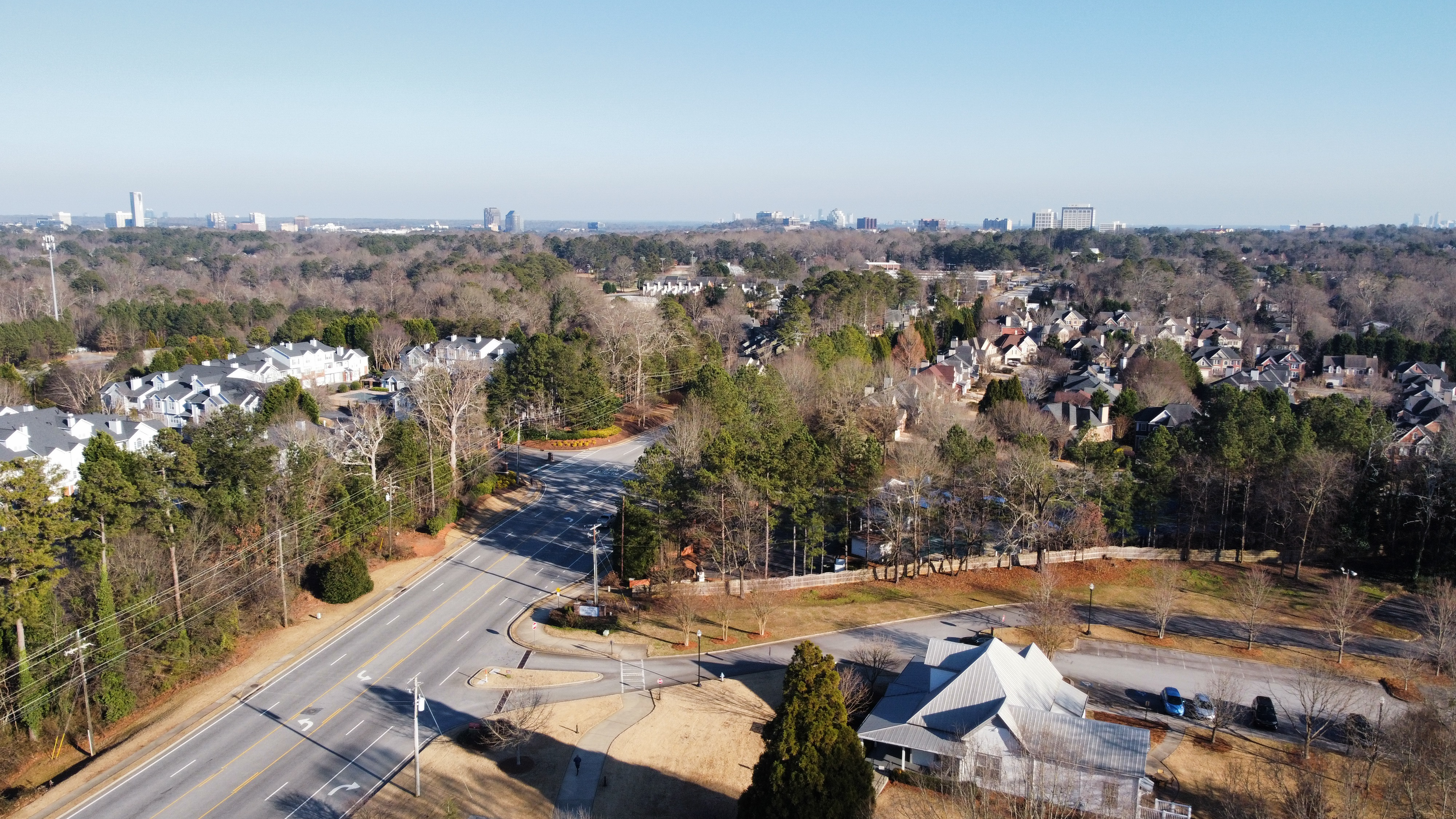
スマーナから見たアトランタ方面

- ジュリア・ロバーツ（女優）